# Haplopogon bullatus
Haplopogon bullatus är en tvåvingeart som först beskrevs av Stanley Willard Bromley 1934.  Haplopogon bullatus ingår i släktet Haplopogon och familjen rovflugor. Inga underarter finns listade i Catalogue of Life.